# Киреев, Николай Прокофьевич
Николай Прокофьевич Киреев (4 мая 1904 года—7 января 1987 года) — советский учёный, педагог и историк, директор ЛГПИ имени А. И. Герцена (1950—1954), директор МГПИ имени В. И. Ленина (1954—1960).

## Биография
Родился 4 мая 1904 года в городе Выксе Нижегородской губернии.
С 1921 по 1925 годы — ушел добровольцем на Балтийский флот, где служил матросом, затем — младшим командиром.
С 1925 года — глава президиума комитета социального страхования.
С 1935 по 1935 годы — учёба на подготовительном отделении Института красной профессуры и в Инсититуте марксизма-ленинизма в Горьком.
С 1935 по 1950 годы — работает в Горьковском педагогическом институте: декан исторического факультета (с 1935 года), директор (с 1938 года), заведующий кафедрой истории КПСС (с 1960 года).
В качестве старшего инструктора политотдела 136-й стрелковой дивизии участвовал в боевых действиях во время советско-финской войны.
В годы Великой Отечественной войны работал преподавателем военных училищ в Иванове и Горьком, готовил кадры политических работников для Красной Армии.
С 1950 по 1954 годы — директор ЛГПИ имени А. И. Герцена.
С 1954 по 1960 годы — директор МГПИ имени В. И. Ленина.
В 1972 году — защитил докторскую диссертацию, тема: «Борьба В. И. Ленина против партии кадетов в 1905—1910 гг.».
В 1976 году — присвоено учёное звание профессора.
Николай Прокофьевич Киреев умер 7 января 1987 года в Москве.
Сочинения
- Народное образование в СССР. М., 1957;
- Борьба В. И. Ленина против партии кадетов в 1905—1907 гг. // Ученые записки МГПИ им. В. И. Ленина. 1970, № 342, 380;
- В. И. Ленин о реформизме кадетов в годы нового революционного подъёма (1910—1914 гг.) // Партия в борьбе за победу пролетарской революции: сборник трудов. М., 1975.

## Награды
- Орден Трудового Красного знамени
- Орден «Знак Почёта»
- Медаль «За боевые заслуги»
- Медаль «За победу над Германией в Великой Отечественной войне 1941—1945 гг.»